# Demetrio Cidonio
Demetrio Cidonio, en griego original Δημήτριος Κυδώνης, latinizado como Demetrius Cydonius (Salónica, c. 1320 a 1325 - Creta, 1397 o 1398) fue un erudito, teólogo, traductor, escritor y hombre de estado bizantino.

## Biografía
Aunque nació en Salónica, su sobrenombre proviene de haber vivido la mayor parte de su vida en Cidonia (Κυδώνη), una muy antigua ciudad de Creta. Perteneció a una gran familia de Salónica, y su padre ocupó cargos muy importantes en el palacio imperial bajo el gobierno del emperador Andrónico III y su megadoméstico Juan VI Cantacuceno. Pero Demetrio quedó huérfano al fallecer su padre al volver de una misión diplomática en Rusia, antes del estallido de la guerra civil entre Cantacuceno y Alejo Apocauco en octubre de 1341. Fiel al primero, Demetrio Cidonio vio sus bienes confiscados y tuvo que huir de Salónica cuando la facción de los "zelotes" se levantó y se apoderó de esta ciudad durante el verano de 1345. Sin embargo, su madre, sus hermanos y sus dos hermanas permanecieron allí, aunque perdió a estos últimos durante la peste que devastó Constantinopla en 1361. El 3 de febrero de 1347, Juan VI Cantacuceno se apoderó de Constantinopla y fue coronado emperador en mayo por el nuevo patriarca Isidoro Boucharis, más conocido como Isidoro I de Constantinopla. Cidonio fue recompensado por su fidelidad con el título de mesazon, esto es, primer ministro.
Aunque había recibido un formación excelente y conocía todos los clásicos griegos, habiendo sido discípulo de Nilo Cabasilas y de Barlaam el Calabrés (que fue por breve tiempo maestro de Petrarca), no cejó en su deseo de saber más. Durante el desempeño del cargo de mesazon aprendió latín de un dominico del convento de Pera (hoy llamada Beyoğlu), para no depender de textos inseguros. El monje, instalado cerca de él en el palacio imperial, le proporcionó como libro de ejercicios la Summa contra gentiles de Tomás de Aquino, que Cidonio leyó con entusiasmo y comenzó a traducir al griego, abandonando los asentados prejuicios de su compatriotas sobre la gran incultura de los occidentales. La publicación del primer libro de su traducción puso de moda de inmediato el tomismo y, con él, el idioma latino en la corte imperial. Incluso el emperador quiso copiar el códice con su propia mano. La traducción de la Summa se completó el 24 de diciembre de 1354, a las 3 de la tarde.
Sin embargo, Cidonio no compartía en absoluto la simpatía que Cantacuceno tenía por Gregorio Palamás y los hesicastas, un tema aún más sensible para él desde que Palamás había sido nombrado metropolita de Salónica en mayo de 1347, aunque solo se instaló este allí en 1350 una vez se hubieron marchado los "zelotes" anticantacucenos que dominaban la ciudad.
Durante estos años, Cidonio realizó varios viajes diplomáticos, incluido uno a Venecia en 1354, que supuso su primer descubrimiento de Italia. Sin embargo, tan pronto como Juan VI Cantacuceno fue derrocado por Juan V Paleólogo el 22 de noviembre de 1354, Cidonio perdió su cargo de mesazon y en diciembre se retiró al monasterio de San Jorge de los Manganes con el emperador depuesto y Nicolás Cabasilas. Permaneció allí poco tiempo y regresó a Italia; se quedó en Milán, donde tradujo la Misa de Navidad de San Ambrosio al griego. Fue alrededor de esta época cuando definitivamente se convirtió al catolicismo y prosiguió sus traducciones de autores latinos, incluyendo textos de San Agustín (Soliloquia y Liber Sententiarum, una antología seleccionada por Próspero de Aquitania), Santo Tomás de Aquino (Summa teologica, en colaboración con su hermano Prochoros, De rationibus fidei contra Sarracenos y Graecos et Armenos) y también obras de Fulgencio de Ruspe, San Anselmo de Canterbury (el De processione Spiritus Sancti y la Epistula de sacrificio azymi et fermentati), de Pierre de Poitiers y del dominico Ricoldo da Monte Croce (el Contra legem Sarracenorum). Su hermano Prochoros, monje del monte Atos, había aprendido también el latín y realizó igualmente numerosas traducciones, además de argumentar contra el hesicasmo, lo que lo condujo a ser condenado por el sínodo patriarcal de Constantinopla en abril de 1368. 
En una fecha incierta entre 1356 y 1369 (en 1364 según Nicol), Juan V Paleólogo lo llamó al palacio imperial y lo volvió a nombrar mesazon. Acompañó a este emperador a Roma en 1369 y asistió al soberano mismo a conseguir la ayuda del catolicismo romano contra los turcos. Sin embargo, en el camino de regreso Juan V y su comitiva fueron retenidos por un tiempo en Venecia, a causa de la intervención de los acreedores del estado bizantino. Tras el regreso a Constantinopla (octubre de 1371), como no llegó la ayuda occidental, el emperador cambió su política y Cidonio perdió su crédito. Durante la usurpación de Andrónico IV de 1376 a 1379, Cidonio abandonó el palacio imperial y se retiró a Salónica.
Tras la restauración de Juan V en 1379, regresó al palacio y se le confiaron varias misiones diplomáticas. Pero sus relaciones con el emperador ya se habían vuelto tensas: por un lado, se le reprochaba cada vez más su catolicismo; y, por otro, se vio involucrado en el conflicto entre Juan V y su hijo Manuel, con quien estaba más próximo en afecto. Finalmente tuvo que abandonar el palacio de nuevo alrededor de 1383.
Hizo un viaje a Venecia en 1390 con Manuel Crisoloras, y se le otorgó la ciudadanía el 20 de enero de 1391. El 16 de febrero siguiente falleció el emperador Juan V, y le sucedió su hijo Manuel II Paleólogo, el "emperador-filósofo" al que Cidonio siempre había estado vinculado. Este último lo recuperó para la Corte imperial; su importante correspondencia muestra cuánto lo estimaba Manuel. En el otoño de 1396, Cidonio dejó Constantinopla por última vez para ir a Venecia de nuevo acompañado por Manuel Crisoloras. Falleció un año después en Creta.
Entre sus discípulos, aparte del propio emperador Manuel II, destacan Manuel Calecas y Manuel Crisoloras.

## Obras
Karl Krumbacher llamó a Demetrio Cidonio "el mejor ensayista de la era paleóloga". Era un humanista consumado, de griego muy puro, pero de mentalidad muy abierta. Citaba principalmente entre sus maestros a Nilo Cabasilas (tío materno de Nicolás Cabasilas, que fue metropolitano de Salónica hasta su muerte en 1363) e Isidoro Boucharis (también de Salónica y patriarca de Constantinopla de 1347 a 1350); ambos, a diferencia de Cidonio, también eran partidarios de Gregorio Palamás.
Es autor de seis textos retóricos y polémicos titulados Apologías, escritos en diferentes momentos de su vida: tres para él mismo y tres para su hermano Prochoros, atacado por los palamitas y denunciados en 1368 ante el Sínodo patriarcal. La primera Apología, compuesta para sí mismo, es la más larga y por su contenido a menudo se la ha considerado su autobiografía; fue compuesta poco después de 1363. Debemos agregar dos Discursos, uno dirigido a Juan Cantacuceno y otro a Juan V; una monodia para las víctimas de los zelotes en Salónica en 1345; dos discursos de exhortación (Συμβουλευτικοί) a los bizantinos para unirse con los latinos contra los turcos (Exhortación a los romanos, que datan de la época del viaje de Juan V a Italia; Segundo discurso en forma de consejo, a propósito de Gallipoli, compuesto en 1377 cuando Andrónico IV acordó entregar Gallipoli a sultán Murad I a cambio de la paz); cuatro Prefacios de Crisóbulas, un género retórico practicado por políticos bizantinos. Su Epistolario consta de 447 cartas, dirigidas muchas al historiador Nicéforo Grégoras o Grigorás, al monje Barlaam, el patriarca Filoteo, a Nicolás Cabasilas, al arzobispo de Salónica Isidoro Glaba, a Alejo Casandreno, a un tal Jorge, filósofo; al chantre Facrasis, al emperador Manuel II Paleólogo y al monje Brienio, uno de los más importantes polemistas contra los latinos.
Por otra parte, en filosofía moral, se conserva de él un Tratado sobre el desprecio por la muerte (λόγος ὅπως ἄλογον τὸ τοῦ θανάτου δέος ἀποδεικνύων), y en terreno teológico, se pueden citar su Defensa de Tomás de Aquino contra Nilo Cabasilas, sus tratados Sobre la procesión del Espíritu Santo y Sobre la autoridad de los padres latinos y un Sermón de la Anunciación.